# 연식비행선

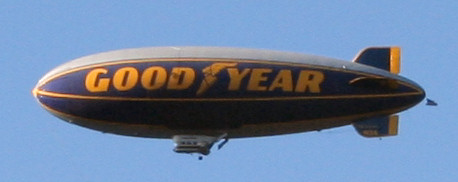
굳이어 고무 회사는 전통적으로 연식비행선을 광고매체로 사용(굳이어 비행선)한다.

연식비행선(non-rigid airship)은 비행선의 일종으로, 내외부 골조가 전혀 없는 것을 말한다. 연식 비행선은 하나의 기낭으로만 이루어져 있고, 그 기낭 내부의 부양기체의 압력만으로 비행선의 형체가 유지된다. 즉 기구에 엔진만 달아놓은 것과 같아서 견고하지 못하고 대형화도 힘들다. 그런 한계로 인해 본래부터 소규모 관광이나 광고용으로만 사용되었다. 역설적으로 경식비행선이 여객기로서 퇴조하여 완전히 몰락한 데 비해 연식비행선은 현재까지 그 명맥이 근근하게나마 이어지고 있다.
최초의 연식비행선은 1898년 브라질계 프랑스 발명가 알베르토 산토스뒤몽이 개발, 비행했다.

## 같이 보기
- 계류탑